# Foot Ball Club Torino 1919-1920
Questa voce raccoglie le informazioni riguardanti il Foot Ball Club Torino nelle competizioni ufficiali della stagione 1919-1920.

## Rosa
| N. |                     | Ruolo | Calciatore                   |
| -- | ------------------- | ----- | ---------------------------- |
|    | Italia (bandiera)   | A     | Egidio Arioni II             |
|    | Svizzera (bandiera) | C     | Enrico Bachmann I (Capitano) |
|    | Italia (bandiera)   |       | Pio Boggio                   |
|    | Italia (bandiera)   | A     | Ernesto Boglietti I          |
|    | Italia (bandiera)   | C     | Romolo Boglietti II          |
|    | Italia (bandiera)   | C     | Ottavio Boglietti III        |
|    | Italia (bandiera)   | A     | Giuseppe Calvi               |
|    | Italia (bandiera)   | D     | Carlo Capra II               |
|    | Italia (bandiera)   | A     | Enrico Crotti                |
|    | Italia (bandiera)   | C     | Guido Debernardi II          |
|    | Italia (bandiera)   | C     | Carlo De Marchi              |
|    | Italia (bandiera)   | C     | Aldo Falchi                  |

| N. |                   | Ruolo | Calciatore         |
| -- | ----------------- | ----- | ------------------ |
|    | Italia (bandiera) | A     | Mario Fiamberti    |
|    | Italia (bandiera) | D     | Piero Martin I     |
|    | Italia (bandiera) | D     | Cesare Martin II   |
|    | Italia (bandiera) | A     | Francisco Mosso I  |
|    | Italia (bandiera) | A     | Eugenio Mosso III  |
|    | Italia (bandiera) | P     | Umberto Pennano    |
|    | Italia (bandiera) | C     | Silvio Peruzzi II  |
|    | Italia (bandiera) |       | Giulio Rocca       |
|    | Italia (bandiera) | C     | Felice Romano      |
|    | Italia (bandiera) | P     | Luigi Tallia       |
|    | Italia (bandiera) | A     | Carlo Tirone       |
|    | Italia (bandiera) | C     | Attilio Valobra II |

## Risultati

### Prima Categoria

#### Girone A Piemontese
| Arbitro: | Cartasegna (Torino) |

|                   |           |                                                                                       |
| E. Borel 85’, 86’ | Marcatori | 10’, 80’ Boglietti III 25’, 83’ Peruzzi II 50’, 61’, 57’ Mosso III 69’, 77’ Arioni II |

| Arbitro: | Berardo (Torino) |

|                                   |           |              |
| Mosso I 41’, 89’ Boglietti II 67’ | Marcatori | 5’ Valentini |

| Arbitro: | Scamoni (Torino) |

|                            |           |  |
| 16’, 70’ Mosso I 90’ Rocca | Marcatori |  |

| Arbitro: | Terzolo (Genova) |

|         |           |  |
| Gay 33’ | Marcatori |  |

| Arbitro: | Barnabò (Milano) |

|               |           |              |
| Mosso III 32’ | Marcatori | 54’ Ferraris |

| Arbitro: | Sganzetta (Torino) |

|                                  |           |                       |
| Debernardi II 4’ Crotti 29’, 37’ | Marcatori | 42’ xxx 70’ Roasio II |

| Arbitro: | Massa (Torino) |

|                            |           |                                |
| Mosso I 79’ Bachmann I 89’ | Marcatori | 16’ (aut.) Capra II 77’ Barale |

| Arbitro: | Terzolo (Genova) |

|                                               |           |  |
| Tirone 69’, 80’ Boglietti I 73’ Mosso III 84’ | Marcatori |  |

| Arbitro: | Mauro (Milano) |

|              |           |                  |
| Ferraris 70’ | Marcatori | 5’ Boglietti III |

| Arbitro: | De Marchi (Torino) |

|  |           |            |
|  | Marcatori | 15’ Falchi |

#### Girone semifinale
| Arbitro: | Malvano (Torino) |

|                                                         |           |  |
| Conti 14’ Aebi 44’ Boggio 60’ (aut.) Pennano 85’ (aut.) | Marcatori |  |

| Arbitro: | Scamoni (Torino) |

|                               |           |              |
| Mosso I 28’ Boglietti III 66’ | Marcatori | 31’ Bellolio |

| Arbitro: | Crivelli (Milano) |

|                                             |           |          |
| Boglietti I 6’ Boglietti III 31’ Romano 68’ | Marcatori | 76’ Tosi |

| Arbitro: | Portigliatti (Torino) |

|                   |           |                                       |
| Boglietti III 19’ | Marcatori | 15’ (rig.), 21’ Bagnasco 34’ Torriani |

| Arbitro: | Cavazzana (Milano) |

|                                     |           |            |
| Della Valle II 27’ Rossi 89’ (rig.) | Marcatori | 51’ Crotti |

| Arbitro: | Terzolo (Genova) |

|                                                        |           |                                                      |
| Romano 7’, 85’, 67’ Fiamberti 23’ Crotti 63’ Calvi 69’ | Marcatori | 13’, 78’, 70’ Aebi 75’ Agradi 77’ Scheidler 90’ Asti |

| Arbitro: | U.Milano (Alessandria) |

|  |           |                 |
|  | Marcatori | 70’ Boglietti I |

| Arbitro: | U.Milano (Alessandria) |

|                               |           |  |
| Calvi 5’ Romano 40’ Calvi 84’ | Marcatori |  |

| Milano 25 aprile 1920 9ª giornata | Enotria Goliardo | 2 – 0 A tav. | Torino | Campo di via Colletta |

| Novara 2 maggio 1920 10ª giornata | Novara | 2 – 0 | Torino |  |

## Statistiche

### Statistiche di squadra
| Competizione    | Punti | In casa | In casa | In casa | In casa | In casa | In casa | In trasferta | In trasferta | In trasferta | In trasferta | In trasferta | In trasferta | Totale | Totale | Totale | Totale | Totale | Totale | DR  |
| Competizione    | Punti | G       | V       | N       | P       | Gf      | Gs      | G            | V            | N            | P            | Gf           | Gs           | G      | V      | N      | P      | Gf     | Gs     | DR  |
| --------------- | ----- | ------- | ------- | ------- | ------- | ------- | ------- | ------------ | ------------ | ------------ | ------------ | ------------ | ------------ | ------ | ------ | ------ | ------ | ------ | ------ | --- |
| Prima Categoria |       | 10      | 7       | 2       | 1       | 29      | 15      | 10           | 3            | 2            | 5            | 15           | 16           | 20     | 10     | 4      | 6      | 44     | 31     | +13 |

### Statistiche dei giocatori
| Giocatore        | Prima Categoria | Prima Categoria |
| Giocatore        | Presenze        | Reti            |
| ---------------- | --------------- | --------------- |
| E. Arioni II     | 1               | 2               |
| E. Bachmann I    | 18              | 1               |
| Boggio           | 13              | 0               |
| E. Boglietti I   | 17              | 3               |
| R. Boglietti II  | 17              | 1               |
| O. Boglietti III | 16              | 6               |
| G. Calvi         | 5               | 3               |
| C. Capra II      | 12              | 0               |
| E. Crotti        | 9               | 4               |
| G. Debernardi II | 9               | 1               |
| De Marchi        | 4               | 0               |
| A. Falchi        | 1               | 1               |
| M. Fiamberti     | 1               | 1               |
| P. Martin I      | 1               | 0               |
| C. Martin II     | 6               | 0               |
| F. Mosso I       | 6 / 4           | 6 / -8          |
| E. Mosso III     | 7               | 5               |
| U. Pennano       | 13              | -21             |
| S. Peruzzi II    | 14              | 2               |
| G. Rocca         | 3               | 1               |
| F. Romano        | 7               | 5               |
| Tallia           | 1               | -2              |
| C. Tirone        | 5               | 2               |
| A. Valobra       | 7               | 0               |